# Adam Nemec
Adam Nemec (n. 2 septembrie 1985, Banská Bystrica, RS Slovacă, Cehoslovacia) este un fotbalist slovac, care joacă pe post de atacant la Voluntari în Liga a II-a. Pe plan internațional, are prezențe la națională pentru Slovacia.

## Club

### Žilina
A evoluat pentru MSK Žilina din 2004 până în 2007 și a câștigat un trofeuː titlul de campion în 2007.

### Erzgebirge Aue
În august 2007 a fost împrumutat la Erzgebirge Aue (divizia secundă din Germania) unde a marcat 10 goluri și a furnizat 7 pase decisive în 29 de apariții.

### Genk
Pe 11 iunie 2008, Nemec a semnat un contract pe patru ani cu KRC Genk (prima ligă din Belgia). A plecat însă după doar un sezon în care a marcat 4 goluri în 21 de meciuri.

### Kaiserslautern
În iulie 2009, a fost aproape de un transfer la clubul de prima ligă din Scoția Heart of Midlothian, însă negocierile au căzut. Pe data de 28 iulie 2009 revine în liga secundă din Germania și semnează un contract pe 3 sezoane cu 1. FC Kaiserslautern.
În pauza competițională din Ianuarie 2012 a părăsit clubul, după 2 sezoane și jumătate în care a jucat în 61 de meciuri și a înscris 9 goluri. 

### Ingolstadt 04
Pe 27 ianuarie 2012, Nemec semnează cu FC Ingolstadt până la finalul sezonului.

### Union Berlin
Pe 24 iulie 2012, semnează un contract pe doi ani cu Union Berlin, tot în a doua divizie germană până în iunie 2014. În decembrie 2013, contractul lui a fost prelungit pentru încă doi ani, până în 2016 cu opțiune de prelungire pentru încă un an. Doar cinci luni mai târziu, în aprilie 2014, clubul i-a permis să părăsească echipa la finalul sezonul 2013-2014, însă acesta a rămas la Union Berlin.
După ce a jucat în doar 5 meciuri în turul campionatului, Nemec părăsește echipa.

### New York City
Pe 25 ianuarie 2015, după Nemec contractul cu Union Berlin a fost reziliat de comun acord, a semnat cu New York City, din Major League Soccer. Titular la început, a pierdut echipa din cauza prestațiilor sale. în 9 meciuri jucate a adunat 594 fără să marcheze vreun gol sau vreo pasă de gol.
Pe 31 august 2015, New York City și Nemec au căzut de acord pentru rezilierea contractului.

### Willem II
Pe 31 august 2015, Nemec semnează un contract pe un sezon cu echipa olandeză de primă ligă WIllem II.

### Dinamo București
Pe 6 septembrie 2016, Nemec a semnat pe doi ani cu Dinamo București.
În primul său sezon cu echipa, pe 20 mai 2017 Nemec a înscris doua goluri în finala Cupei Ligii. Dinamo a învins ACS Poli Timișoara cu 2–0 și a câștigat acest trofeu pentru prima dată în istorie.

### Pafos
Pe 27 August 2018, a semnat cu Pafos un contract pe un an cu opțiune de prelungire pentru încă un an.

### Revenirea la Dinamo
Pe 29 august 2020, Nemec a revenit la Dinamo București semnând pe un an cu opțiune de prelungire pentru încă un an.

## Carieră internațională
Nemec a debutat pentru echipa de seniori a Slovaciei pe data de 9 februarie 2011, iar primul gol l-a marcat 3 ani mai târziu, într-o partidă împotriva Maltei. Folosit de antrenorul Ján Kozák în 10 partide din preliminariile Euro 2016, Nemec a contribuit cu 3 goluri.

### Goluri pentru echipa națională
| Nr. | Data              | Stadion                                         | Adversar          | Scor | Rezultat | Competiție                                     |
| --- | ----------------- | ----------------------------------------------- | ----------------- | ---- | -------- | ---------------------------------------------- |
| 1   | 4 septembrie 2014 | Štadión pod Dubňom, Žilina, Slovakia            | Malta             | 1–0  | 1–0      | Meci amical                                    |
| 2   | 15 noiembrie 2014 | Philip II Arena, Skopje, Macedonia              | Macedonia de Nord | 2–0  | 2–0      | Preliminarii Euro 2016                         |
| 3   | 27 martie 2015    | Štadión pod Dubňom, Žilina, Slovakia            | Luxemburg         | 1–0  | 3–0      | Preliminarii Euro 2016                         |
| 4   | 12 octombrie 2015 | Stade Josy Barthel, Luxembourg City, Luxembourg | Luxemburg         | 2–0  | 4–2      | Preliminarii Euro 2016                         |
| 5   | 27 mai 2016       | ASKÖ Stadion, Wels, Austria                     | Georgia           | 1–0  | 3–1      | Meci amical                                    |
| 6   | 27 mai 2016       | ASKÖ Stadion, Wels, Austria                     | Georgia           | 2–0  | 3–1      | Meci amical                                    |
| 7   | 11 octombrie 2016 | Štadión Antona Malatinského, Trnava, Slovakia   | Scoția            | 3–0  | 3–0      | Calificări pentru Campionatul Mondial din 2018 |
| 8   | 11 noiembrie 2016 | Štadión Antona Malatinského, Trnava, Slovakia   | Lituania          | 1–0  | 4–0      | Calificări pentru Campionatul Mondial din 2018 |
| 9   | 27 martie 2017    | Ta'Qali National Stadium, Ta'Qali, Malta        | Malta             | 3–1  | 3–1      | Calificări pentru Campionatul Mondial din 2018 |

## Statistici carieră

### Internațional
| Echipa Națională | An    | Apariții | Goluri |
| ---------------- | ----- | -------- | ------ |
| Slovacia         |       |          |        |
| 2006             | 1     | 0        |        |
| 2011             | 1     | 0        |        |
| 2013             | 5     | 0        |        |
| 2014             | 7     | 2        |        |
| 2015             | 5     | 2        |        |
| 2016             | 6     | 4        |        |
| 2017             | 1     | 1        |        |
| Total            | Total | 26       | 9      |

## Trofee

### Club
Žilina
- Superliga Slovaciei: 2006-07

Genk
- Cupa Belgiei: 2008-09

Dinamo Bucuresti
- Cupa Ligiiː 2016-17